# ماتیاس براونودر
ماتیاس براونودر (انگلیسی: Matthias Braunöder؛ زادهٔ ۲۷ مارس ۲۰۰۲) بازیکن فوتبال اهل اتریش است.
از باشگاه‌هایی که در آن بازی کرده است می‌توان به اشاره کرد.
وی همچنین در تیم‌های ملی فوتبال زیر ۱۵ سال اتریش، زیر ۱۶ سال اتریش، زیر ۱۷ سال اتریش و زیر ۲۱ سال اتریش بازی کرده است.